# Wohnhaus Puschkinallee 10 (Angermünde)

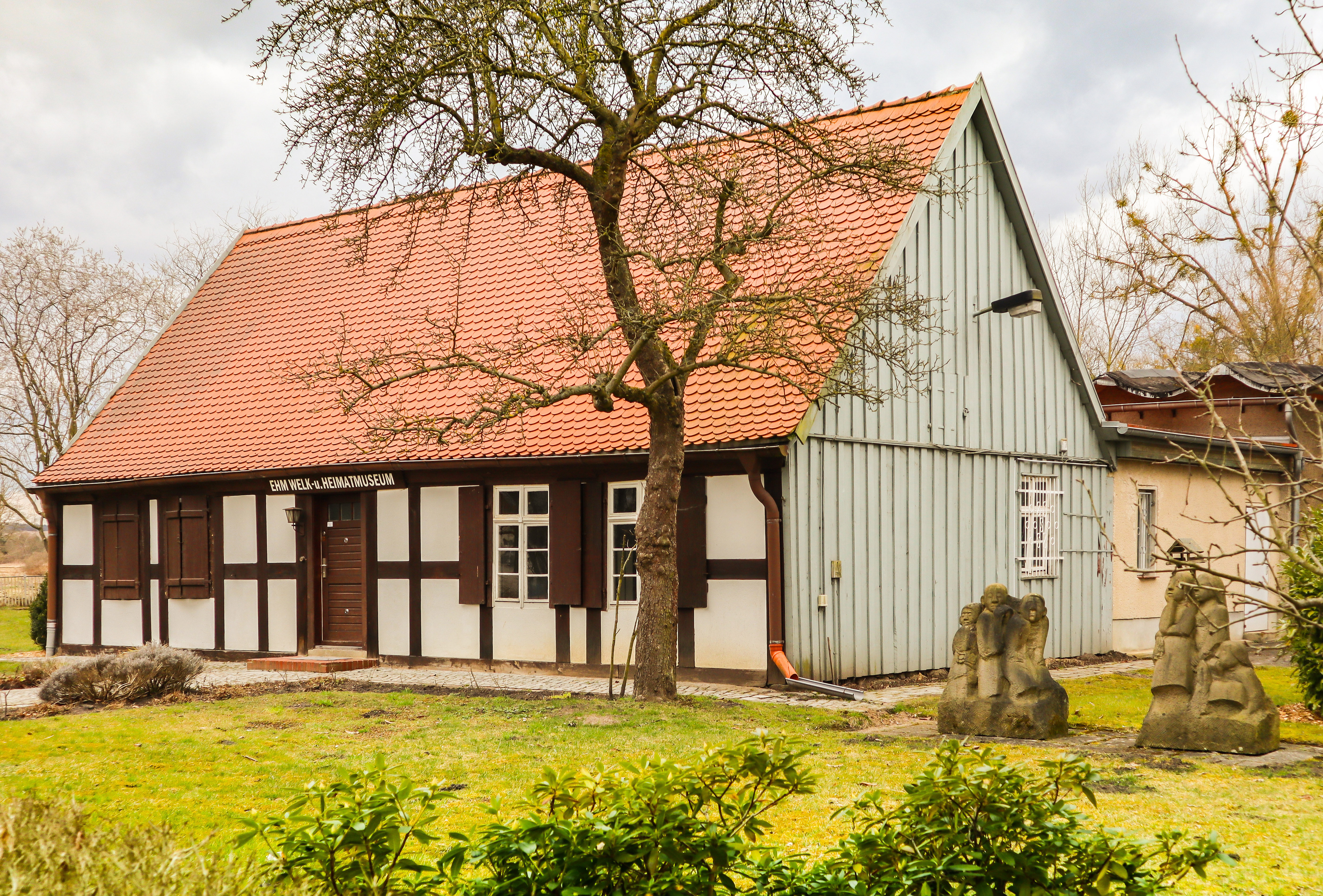
Das Haus Puschkinallee 10 im Jahr 2018 als Ehm Welk- und Heimatmuseum Angermünde

Das Wohnhaus Puschkinallee 10 ist ein Baudenkmal in Angermünde. 
Das 1801 als Wohnhaus errichtete Gebäude wurde 1974 zu dessen 90. Geburtstag in eine Gedenkstätte für den Schriftsteller Ehm Welk umgewandelt, der in Biesenbrow, heute Ortsteil von Angermünde, geboren wurde. Das Heimatmuseum war am 28. Oktober 1913 vom Angermünder Verein für Heimatkunde gegründet worden. Die Tradition beider Forschungsinstitutionen wurde von 2005 bis 2020 gemeinsam in einem Haus fortgeführt. Die Führung durch die Sammlung übernahm ein in die Rolle des Nachtwächters Bärensprung schlüpfender Museumsmitarbeiter, eine Figur aus dem Roman Die Heiden von Kummerow von Welk.
Die Sammlungen wurden 2020 als neues Heimatmuseum Angermünde in den Gebäuden Hoher Steinweg 17 und 18 untergebracht.
Das Gebäude Puschkinstraße 10 wird seit 2021 als Freie Grundschule genutzt.